# 広島市立安北小学校
広島市立安北小学校（ひろしましりつ やすきたしょうがっこう）は、広島県広島市安佐南区高取北二丁目にある公立小学校。

## 歴史
- 1978年 - 広島市立安北小学校として、安・安西小学校より分離開校
- 1987年 - 創立10周年記念式典
- 1998年 - コンピュータルーム工事終了
- 2005年 - 学校安全ボランティア立ち上げ

## 学区
広島市安佐南区高取北

## 周辺施設
- 広島市立高取北中学校
- アストラムライン高取駅
- ゆめタウン安古市